# Łabiszyn (osada leśna)
Łabiszyn – dawna osada leśna w Polsce położona w województwie kujawsko-pomorskim, w powiecie żnińskim, w gminie Łabiszyn. Nazwę zniesiono z 1 stycznia 2023.
W latach 1975–1998 miejscowość administracyjnie należała do województwa bydgoskiego.